# Jimmy Rooney
James Rooney (Dundee, 1945. december 10. – ) skót születésű ausztrál válogatott labdarúgó.

## Pályafutása

### Klubcsapatokban
A skóciai Dundee-ban született. Pályafutását a Lochee Harp együttesénél kezdte, majd Angliába szerződött a Peterborough United csapatához ahol két évig játszott és visszatért Skóciába a Montrose FC-be. 1968-ban Ausztráliába emigrált és a későbbi pályafutását ott töltötte. Játszott többek között az Essendon Lions, a Sydney FC Prague, az APIA Leichhardt, a Club Marconi és a Fitzroy Alexander csapataiban.    

### A válogatottban
1970 és 1980 között 57 alkalommal szerepelt az ausztrál válogatottban és 20 gólt szerzett.  Részt vett az 1974-es világbajnokságon, ahol az ausztrálok három csoportmérkőzését – az NDK, az NSZK és Chile ellen is végigjátszotta.